# Shōhei Ogura
Shōhei Ogura (小椋 祥平?, Ogura Shōhei; Chiba, 8 settembre 1985) è un ex calciatore giapponese, di ruolo centrocampista.